# Lajos Mocsai

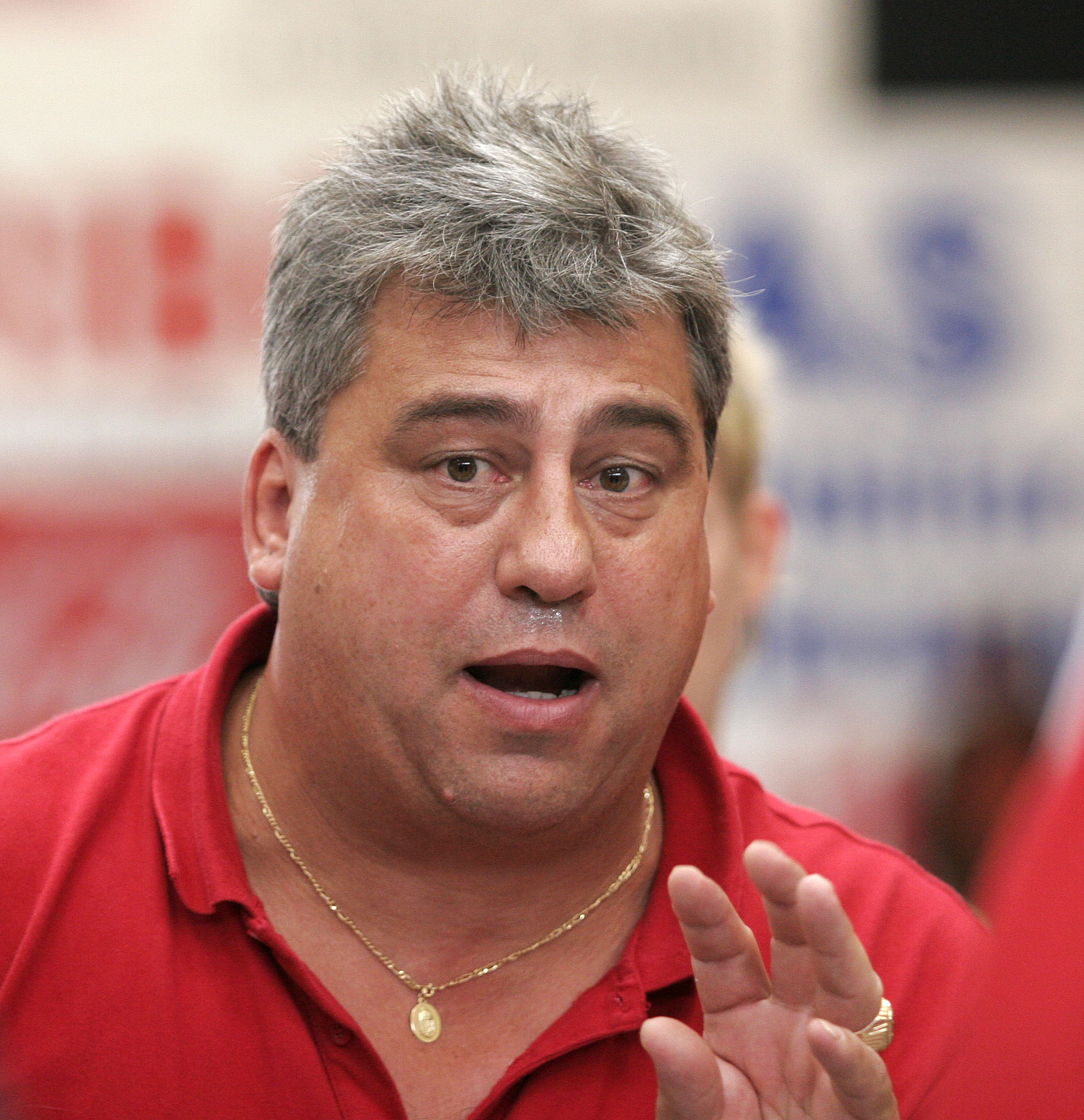
Lajos Mocsai, 2007.

Lajos Mocsai, född 10 mars 1954 i Szeged, är en ungersk handbollstränare och före detta handbollsspelare. Han har bland annat varit förbundskapten för Ungerns herrlandslag 1985–1989 och 2010–2014. 2007 till 2012 var han tränare för MKB Veszprém KC. Han är far till tidigare handbollsspelaren Tamás Mocsai.
Lajos Mocsai inledde sin tränarkarriär 1978 och har sedan dess haft ett stort antal uppdrag inom främst ungersk och tysk handboll.

## Klubbar som spelare
- Tisza Volán SC (1968–1973)
- Testnevelési Főiskola SE (1973–1978)
- Vasas SC (1978–1979)
- Budapest Spartacus SC (1979–1981)

## Tränaruppdrag
- Vasas SC (damer, 1981–1983)
- Budapest Honvéd SE (herrar, 1983–1985)
- Ungerns herrlandslag (1985–1989)
- TBV Lemgo (1989–1996)
- TuS Nettelstedt (1997–1998)
- Ungerns damlandslag (1998–2004)
- VfL Gummersbach (2005)
- Vasas SC (damer, 2005–2007)
- Veszprém KC (2007–2012)
- Ungerns herrlandslag (2010–2014)